# Villads Nielsen Brøns
Villads Nielsen Brøns, född omkring 1560, död 1637, var en dansk lektor, far till biskop Peder Villadsen.
Villads Nielsen Brøns föddes i Brøns i Tørning Len, där fadern, bonden Niels Villadsen, var "en ærlig og velagt Sandemand". Efter att sonen hade fått en omsorggsfull undervisning i Ribe skola, avgick han 1584 till universitetet; senare studerade han utomlands och tog magistergraden, sannolikt i Wittenberg, där han 1592 utgav Nucleus locorum communium theologicorum.
Samma år blev han rektor vid Aalborgs och 1593 vid Viborgs skola. Här blev hans verksamhet minnesvärd genom den egendomliga strafflag (Jus virgarum) han utarbetade för att tämja skolungdomens kättja och lättja. 1602 blev han lektor vid domkyrkan, men vikarierade även senare flera gånger på rektoratet, liksom han i det hela omfattade lärargärningen med stor iver.
1617 förlänades han med ett kanonikat. Med den sägenartade historien sysslade han gärna, och man har ännu i behåll ett par därtill hörande handskrivna arbeten av honom. Efter en lång ämbetsverksamhet dog han i hög ålder. I sitt äktenskap med Margrethe, dotter till biskop Peder Thøgersen i Viborg, hade han sonen Peder Villadsen, som också slutade sina dagar som biskop på samma plats.